# Downham Market
Downham Market es una localidad situada en Norfolk, Inglaterra (Reino Unido). Según el censo de 2011, tiene una población de 10 884 habitantes.
Está situada al noreste de la región Este de Inglaterra, cerca de la ciudad de Norwich —la capital del condado— y de la costa del mar del Norte.